# Seleção Listenstainiana de Voleibol Feminino
A seleção de voleibol feminino de Liechtenstein é uma equipe europeia composta pel1s melhores jogador1s de voleibol de Liechtenstein. A equipe é mantida pela Federação de Voleibol de Liechtenstein (Liechtensteiner Volleyball Verband). A equipe não consta no ranking mundial da FIVB segundo dados de 6 de outubro de 2015.